# Hitch
Hitch (Hitch: experto en seducción en Hispanoamérica o Hitch: especialista en ligues en España) es una película estrenada en 2005 y dirigida por Andy Tennant. Escrita por Kevin Bisch, la película está protagonizada, entre otros, por Will Smith, Eva Mendes, Kevin James y Amber Valletta. Fue estrenada el 11 de febrero de 2005 por Columbia Pictures.
Después de sufrir un desengaño amoroso en su etapa universitaria, Hitch (Will Smith) decide dedicarse a ayudar a hombres que tienen problemas para conseguir a la mujer de sus sueños. Mientras ayuda al patoso Albert Brennaman (Kevin James) a conquistar a la famosa Allegra Cole (Amber Valletta), Hitch se enamora de la periodista Sara Melas (Eva Mendes), la cual quiere descubrir al Doctor Love.

## Argumento
Alex "Hitch" Hitchens (Will Smith) es un profesional "doctor de citas o doctor amor", que entrena a otros hombres en el arte de tener la cita perfecta con la mujer de sus sueños.
Al comienzo de la película, Hitch está ayudando a mil chicos con la chica de sus sueños. Les da consejos y les revela que tres citas es todo lo que necesitan, tres citas que le llevarán hasta allí.
Mientras asesora a uno de sus clientes, Albert Brennaman (Kevin James), que está impresionado con la celebridad Allegra Cole (Amber Valletta), Hitch se enamora de Sara Melas (Eva Mendes), una columnista de chismes que está decidida a desenmascarar y arruinar al doctor de cita después de que uno de sus "clientes" (con el que Hitch se negó a trabajar, sin que Sara sepa) tuvo sexo ocasional con su mejor amiga, Casey. Sin embargo, cuando Albert y la relación de Allegra continúa progresando, Hitch encuentra que, a pesar de ser un maestro en el arte, ninguno de sus métodos contrastados funciona para él.
Sara se entera de que Hitch es el doctor de cita y por error llega a la conclusión de que ayuda a los hombres a llevar a las mujeres a la cama, lo que hace Albert parece que es justo después del sexo. Hitch revela a Sara y a su amiga que ayuda a los hombres a tener una oportunidad con la mujer de sus sueños. Después de las salas, Hitch no se atreve a hablar con Sara, y Albert le molesta que los medios de comunicación piensan que realmente no está enamorado de Allegra.
Hitch se enfrenta a Allegra y la convence de reunirse con Albert, antes de que finalmente se reconciliara con Sara. En el proceso, él hace el descubrimiento sorprendente que él no hace realmente nada significativo; mientras que Hitch es capaz de dar el empujón de confianza para ir tras lo que quieren, la mayoría de sus clientes (sobre todo Albert) realmente tuvieron éxito solo por ser ellos mismos.
Al fin, Albert y Allegra se casan y celebran su casamiento con Hitch y Sara, que también están juntos otra vez. Casey, está sentado a solas y una mujer de edad se acerca a ella, preguntándole "¿Dónde está tu cita?"; ella responde "yo no tengo uno"; luego la anciana come una cereza (presumiblemente) y se ahoga. Casey la salva cuando su nieto viene y la invita a bailar. A medida que se van, la abuela le guiña el ojo a Hitch, el cual regresa el gesto, dando a entender que arreglaron todo. Hitch, reflexionando sobre la imprevisibilidad del amor, se dirige al público en la última línea: "Principios básicos ... No hay ninguno".

## Reparto
| Actor             | Personaje        |
| ----------------- | ---------------- |
| Will Smith        | Alex Hitchens    |
| Eva Mendes        | Sara Melas       |
| Kevin James       | Albert Brennaman |
| Amber Valletta    | Allegra Cole     |
| Julie Ann Emery   | Casey Sedgewick  |
| Adam Arkin        | Max              |
| Robinne Lee       | Cressida Baylor  |
| Nathan Lee Graham | Geoff            |
| Michael Rapaport  | Ben              |
| Jeffrey Donovan   | Vance Munson     |
| Paula Patton      | Mandy            |
| Kevin Sussman     | Neil             |
| Navia Nguyen      | Mika             |
| David Wike        | Chip             |
| Jack Hartnett     | Tom Reda         |

## Producción
El presupuesto de la producción fue de $70.000.000. Smith explicó que a la actriz Eva Mendes, de origen cubano, se le ofreció el papel principal femenino porque los productores estaban preocupados por la reacción del público si el personaje era interpretado por una actriz blanca (por la posible creación de un tabú interracial) o una actriz negra (un temor del estudio de que de ser los dos actores negros alejaría a la audiencia blanca). Se creyó que la relación de atracción entre una hispana y un actor negro eludiría el tema. El personaje de Robinne Lee (Cressida) fue originalmente ofrecido a la actriz de Bollywood Aishwarya Rai, pero rechazó el papel debido a problemas de agenda. El primer título de la película era The Last First Kiss, refiriéndose a una frase que Hitch proporciona a Albert: "Este podría ser su último primer beso". Partes de la película fueron filmadas en Morningside Heights, Manhattan y en la Universidad de Columbia.

## Recepción y recaudación
La película recibió críticas generalmente positivas, obteniendo un 68% "fresco" de aprobación de los críticos más importantes, un 61% de aprobación de los críticos de arriba, y un 73% de aprobación de los usuarios de la página web Rotten Tomatoes. Ha recibido también un 58/100 en Metacritic, indicando "mixta o promedio comentarios". La película también terminó extrapolación $179.495.555 a nivel nacional, por lo que es la décima película más taquillera de 2005, y uno de los pocos éxitos distribuidos por Columbia ese año. También recaudó $368.100.420 en todo el mundo y rompió el récord de Sony para el mejor fin de semana de apertura para una película de comedia romántica.

## Publicación en vídeo
El DVD fue uno de los primeros filmes que emplean la protección de Sony ARccOS copia. La película también está disponible en formato UMD (Universal Media Disc) para Sony PSP (PlayStation Portable). El formato de Blu-Ray de la película también está disponible.